# Etapa Distrital del Cusco 2024
La Etapa Distrital del Cusco 2024 da inicio a la Copa Perú 2024 en el distrito del Cusco. El campeón Club UNSAAC y el subcampeón CD Balconcillo clasificaron a la etapa provincial del Cusco 2024. A diferencia de los años anteriores, el campeón de la Copa Perú, no tendrá acceso directo a la Liga 1, pero sí a la Liga 2 y Liga 3 del Perú.
El campeonato denominado "Copa ANQAS Agua Artesanal" está dedicado a Agustín Caballero Leva, destacada directivo del futbol amateur del Cusco.

## Formato
El torneo contará con la presencia de 12 equipos divididos en 2 grupos donde jugaran todos contra todos. Los cuatro primeros de cada grupo pasarán a cuartos de final, luego a semifinal y a la final para determinar al campeón.

## Equipos participantes
El torneo correspondiente al año 2024 contará con la presencia de 
| Grupo A                 | Grupo B                    |
| ----------------------- | -------------------------- |
| CD Ingeniería Eléctrica | Club UNSAAC                |
| CD Ingeniería Civil     | Club Universitario         |
| CD Cienciano Huaynas    | Inti Qosqo Futbol Club     |
| Club Cienciano Junior   | Club Corazón de León       |
| CD Salesianos           | Club San Francisco de Asis |
| CD Educación - UNSAAC   | CD Balconcillo             |

## Estadio
Los partidos de la Etapa Distrital del Cusco 2024 hasta la etapa semifinal se desarrollaron en el estadio de la GUE Inca Garcilaso de La vega.

## Primera etapa - Fase de grupos

### Grupo A

#### Fecha 1. Domingo 24 de marzo de 2024[2]
| HORA  | Equipo 1              |   | Equipo 2                |   |    |
| ----- | --------------------- | - | ----------------------- | - | -- |
| 06:45 | CD Salesianos         | 0 | Club Cienciano Junior   | 1 |    |
| 10:10 | CD Educación - UNSAAC | 0 | CD Cienciano Huaynas    | 1 |    |
| 11:40 | CD Ingeniería Civil   | 0 | CD Ingeniería Eléctrica | 3 | WO |

#### Fecha 2. Domingo 31 de marzo de 2024[3]
| HORA  | Equipo 1                |   | Equipo 2              |   |    |
| ----- | ----------------------- | - | --------------------- | - | -- |
| 10:10 | CD Ingeniería Eléctrica | 1 | CD Salesianos         | 0 |    |
| 11:40 | Club Cienciano Junior   | 0 | CD Cienciano Huaynas  | 0 |    |
| 14:40 | CD Ingeniería Civil     | 0 | CD Educación - UNSAAC | 3 | WO |

CD Ingeniería Civil suma su segundo Walkover, por lo que queda descalificado del torneo.

#### Fecha 3. Domingo 7 de abril de 2024
| HORA  | Equipo 1              |   | Equipo 2                |   |    |
| ----- | --------------------- | - | ----------------------- | - | -- |
| 10:10 | CD Educación - UNSAAC | 1 | Club Cienciano Junior   | 1 |    |
| 11:40 | CD Cienciano Huaynas  | 0 | CD Ingeniería Eléctrica | 3 |    |
|       | CD Salesianos         | 3 | CD Ingeniería Civil     | 0 | WO |

#### Fecha 4. Domingo 14 de abril de 2024
| HORA  | Equipo 1                |   | Equipo 2              |   |    |
| ----- | ----------------------- | - | --------------------- | - | -- |
| 10:10 | CD Ingeniería Eléctrica | 3 | CD Educación - UNSAAC | 0 |    |
| 13:10 | CD Salesianos           | 5 | CD Cienciano Huaynas  | 1 |    |
|       | Club Cienciano Junior   | 3 | CD Ingeniería Civil   | 0 | WO |

#### Fecha 5. Domingo 21 de abril de 2024
| HORA  | Equipo 1              |   | Equipo 2                |   |    |
| ----- | --------------------- | - | ----------------------- | - | -- |
| 8:30  | CD Educación - UNSAAC | 1 | CD Salesianos           | 2 |    |
| 12:20 | Club Cienciano Junior | 1 | CD Ingeniería Eléctrica | 2 |    |
|       | CD Ingeniería Civil   | 0 | CD Cienciano Huaynas    | 3 | WO |

#### Tabla de posiciones GRUPO A
| Pos. | Equipo                | Pts. | PJ | PG | PE | PP | GF | GC | Dif. |
| ---- | --------------------- | ---- | -- | -- | -- | -- | -- | -- | ---- |
| 1.º  | Ingeniería Eléctrica  | 15   | 5  | 5  | 0  | 0  | 12 | 1  | 11   |
| 2.º  | CD Salesianos         | 9    | 5  | 3  | 0  | 2  | 10 | 4  | 6    |
| 3.º  | Club Cienciano Junior | 8    | 5  | 2  | 2  | 1  | 6  | 3  | 3    |
| 4.º  | CD Cienciano Huaynas  | 7    | 5  | 2  | 1  | 2  | 5  | 8  | −3   |
| 5.º  | CD Educación - UNSAAC | 4    | 5  | 1  | 1  | 3  | 5  | 7  | −2   |
| 6.º  | CD Ingeniería Civil   | 0    | 5  | 0  | 0  | 5  | 0  | 15 | −15  |

|  | Clasifica a cuartos de final. |

### Grupo B

#### Fecha 1. Domingo 24 de marzo de 2024[5]
| HORA  | Equipo 1                   |   | Equipo 2               |   |
| ----- | -------------------------- | - | ---------------------- | - |
| 08:30 | Club San Francisco de Asis | 0 | Club Corazón de León   | 0 |
| 13:10 | CD Balconcillo             | 3 | Inti Qosqo Futbol Club | 0 |
| 14:40 | Club UNSAAC                | 0 | Club Universitario     | 3 |

#### Fecha 2. Domingo 31 de marzo de 2024
| HORA  | Equipo 1             |   | Equipo 2                   |   |
| ----- | -------------------- | - | -------------------------- | - |
| 6:45  | Club UNSAAC          | 3 | CD Balconcillo             | 0 |
| 8:30  | Club Corazón de León | 7 | Inti Qosqo Futbol Club     | 1 |
| 13:10 | Club Universitario   | 0 | Club San Francisco de Asis | 0 |

#### Fecha 3. Domingo 7 de abril de 2024
| HORA  | Equipo 1                   |   | Equipo 2             |   |
| ----- | -------------------------- | - | -------------------- | - |
| 6:45  | Club San Francisco de Asis | 0 | Club UNSAAC          | 1 |
| 8:30  | Inti Qosqo Futbol Club     | 3 | Club Universitario   | 1 |
| 13:10 | CD Balconcillo             | 2 | Club Corazón de León | 4 |

#### Fecha 4. Domingo 14 de abril de 2024
| HORA  | Equipo 1               |   | Equipo 2                   |   |
| ----- | ---------------------- | - | -------------------------- | - |
| 6:45  | Inti Qosqo Futbol Club | 6 | Club San Francisco de Asis | 0 |
| 8:30  | Club Universitario     | 1 | CD Balconcillo             | 5 |
| 11:40 | Club UNSAAC            | 1 | Club Corazón de León       | 2 |

#### Fecha 5. Domingo 21 de abril de 2024
| HORA  | Equipo 1               |   | Equipo 2                   |   |
| ----- | ---------------------- | - | -------------------------- | - |
| 6:45  | CD Balconcillo         | 9 | Club San Francisco de Asis | 0 |
| 14:00 | Inti Qosqo Futbol Club | 0 | Club UNSAAC                | 2 |
| 15:40 | Club Corazón de León   | 1 | Club Universitario         | 3 |

#### Tabla de posiciones GRUPO B
| Pos. | Equipo                     | Pts. | PJ | PG | PE | PP | GF | GC | Dif. |
| ---- | -------------------------- | ---- | -- | -- | -- | -- | -- | -- | ---- |
| 1.º  | Club Corazón de León       | 10   | 5  | 3  | 1  | 1  | 14 | 7  | 7    |
| 2.º  | CD Balconcillo             | 9    | 5  | 3  | 0  | 2  | 19 | 8  | 11   |
| 3.º  | Club UNSAAC                | 9    | 5  | 3  | 0  | 2  | 7  | 5  | 2    |
| 4.º  | Club Universitario         | 7    | 5  | 2  | 1  | 2  | 8  | 9  | −1   |
| 5.º  | Inti Qosqo Futbol Club     | 6    | 5  | 2  | 0  | 3  | 10 | 13 | −3   |
| 6.º  | Club San Francisco de Asis | 2    | 5  | 0  | 2  | 3  | 0  | 16 | −16  |

|  | Clasifica a cuartos de final. |

## Segunda etapa[6]

### Segunda etapa - Descenso
| Fecha      | Hora  | Equipo 1              |   | Equipo 2                   |   |    |
| ---------- | ----- | --------------------- | - | -------------------------- | - | -- |
| 27/04/2024 | 06:45 | CD Educación - UNSAAC | 0 | Club San Francisco de Asis | 3 | WO |

### Segunda etapa - Cuartos de final
| Fecha      | Hora  | Equipo 1                |      | Equipo 2              |      |         |
| ---------- | ----- | ----------------------- | ---- | --------------------- | ---- | ------- |
| 28/04/2024 | 11:00 | CD Ingeniería Eléctrica | 0(4) | Club Universitario    | 0(1) | Penales |
| 28/04/2024 | 12:40 | CD Salesianos           | 0    | Club UNSAAC           | 4    |         |
| 28/04/2024 | 14:15 | CD Balconcillo          | 3    | Club Cienciano Junior | 1    |         |
| 28/04/2024 | 15:55 | Club Corazón de León    | 1    | CD Cienciano Huaynas  | 0    |         |

## Tercera etapa

### Tercera etapa - Descenso
| Fecha      | Hora  | Equipo 1               |   | Equipo 2              |   |
| ---------- | ----- | ---------------------- | - | --------------------- | - |
| 05/05/2024 | 15:55 | Inti Qosqo Futbol Club | 3 | CD Educación - UNSAAC | 0 |

### Tercera etapa - Semifinal
| Fecha      | Hora  | Equipo 1                |      | Equipo 2       |      |         |
| ---------- | ----- | ----------------------- | ---- | -------------- | ---- | ------- |
| 05/05/2024 | 12:30 | Club Corazón de León    | 0    | Club UNSAAC    | 2    |         |
| 05/05/2024 | 14:15 | CD Ingeniería Eléctrica | 1(3) | CD Balconcillo | 1(4) | Penales |

## Cuarta etapa

### Cuarta etapa - Descenso
| Fecha      | Hora  | Equipo 1               |  | Equipo 2                   |  |
| ---------- | ----- | ---------------------- |  | -------------------------- |  |
| 19/05/2024 | 11:55 | Inti Qosqo Futbol Club |  | Club San Francisco de Asis |  |

### Cuarta etapa - Final
| Fecha      | Hora  | Equipo 1    |   | Equipo 2       |   |
| ---------- | ----- | ----------- | - | -------------- | - |
| 19/05/2024 | 13:30 | Club UNSAAC | 3 | CD Balconcillo | 2 |